# Sternocoelis berberus
Sternocoelis berberus är en skalbaggsart som beskrevs av Tomas Lackner och Yélamos 2001. Sternocoelis berberus ingår i släktet Sternocoelis och familjen stumpbaggar. Inga underarter finns listade i Catalogue of Life.